# 熱帶風暴天兔 (2001年)
熱帶風暴天兔（英語：Tropical Storm Usagi，國際編號：0110，聯合颱風警報中心：13W）為2001年太平洋颱風季第十個被命名的風暴。「天兔」一名由日本提供，是天兔星座。

## 發展過程
8月8日UTC12時，一熱帶低氣壓在南海上生成。該熱帶低氣壓往西方向移動。8月10日UTC6時，該熱帶低氣壓在海南西南部海面增強為熱帶風暴，並命名為天兔。8月11日早上，天兔登陸越南河靜省石河县。8月11日UTC0時，天兔登陸越南不久，在老撾和越南邊境交界減弱為熱帶低氣壓。UTC6時，完全消散。

## 影響

### 中国大陆
受到天兔的影響，海南島對開海面有五艘漁船沉沒。

### 越南
在越南，最少有兩人死亡，5000座樓房被毀。

### 泰國
天兔帶來的暴雨亦在泰國北部釀成嚴重水浸及山泥傾瀉，最少有76人死亡，30人失蹤，約300間房屋被毀，1000人失去家園。

## 外部連結
- （日語）http://www.jma.go.jp/ （页面存档备份，存于） 日本氣象廳首頁
- （英文）http://www.usno.navy.mil/JTWC/ （页面存档备份，存于） 聯合颱風警報中心首頁
- （简体中文）https://web.archive.org/web/20120928121548/http://www.nmc.gov.cn/ 中央氣象台首頁
- （繁體中文）http://www.cwb.gov.tw/ （页面存档备份，存于） 中央氣象局首頁
- （繁體中文）http://www.hko.gov.hk/ （页面存档备份，存于） 香港天文台首頁
- （繁體中文）http://www.smg.gov.mo/ （页面存档备份，存于） 澳門地球物理暨氣象局首頁